# Sphenorhina sericea
Sphenorhina sericea är en insektsart som beskrevs av Victor Lallemand 1931. Sphenorhina sericea ingår i släktet Sphenorhina och familjen spottstritar. Inga underarter finns listade i Catalogue of Life.